# Guldrush

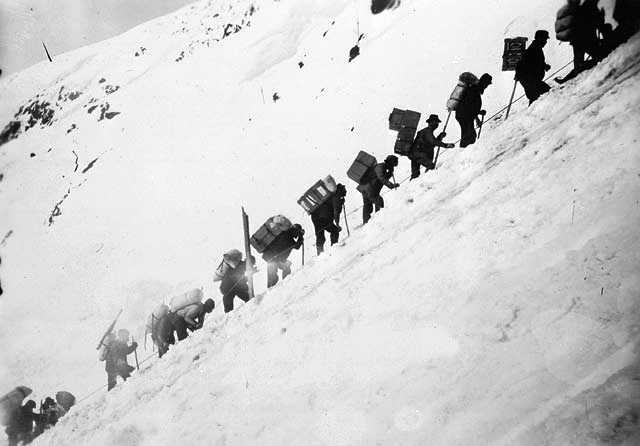
Bild från guldrushen i Klondike 1896.

Guldrush betecknar en period då många personer får guldfeber och samtidigt beger sig till ett område för att leta guld. USA upplevde under pionjärtiden många guldrusher, såsom guldrushen i Kalifornien 1848–1849 och Alaska 1898.
Det mest kända exemplet är guldrushen i Klondike. Guldfynden i Klondike, Yukon, Kanada 1898–1899 resulterade i den största migrationen av guldgrävare i historien. Miljoner människor började resan mot rikedomen men bara några hundra tusen nådde Yukonterritoriet och det som blev Dawson City. Här fann man i stort sett svält, umbäranden och den svåraste vintern i mannaminne. 
I modern tid avses nästan alltid händelser i u-länder som Brasilien (sedan 1983), Tanzania (1989–1999) och Vietnam (1996–2001) där mineralrättigheter inte är väl reglerade eller kontrollerade och där guldgrävarna, garimperos – använder kvicksilver för att extrahera guld. 
Uttrycket används även bildligt, då vanligen om nya, heta branscher till vilka många söker sig.
Det typiska för guldrushen är myten om rikedom (som några också når) och att det finns något för alla.

## Kända guldrusher

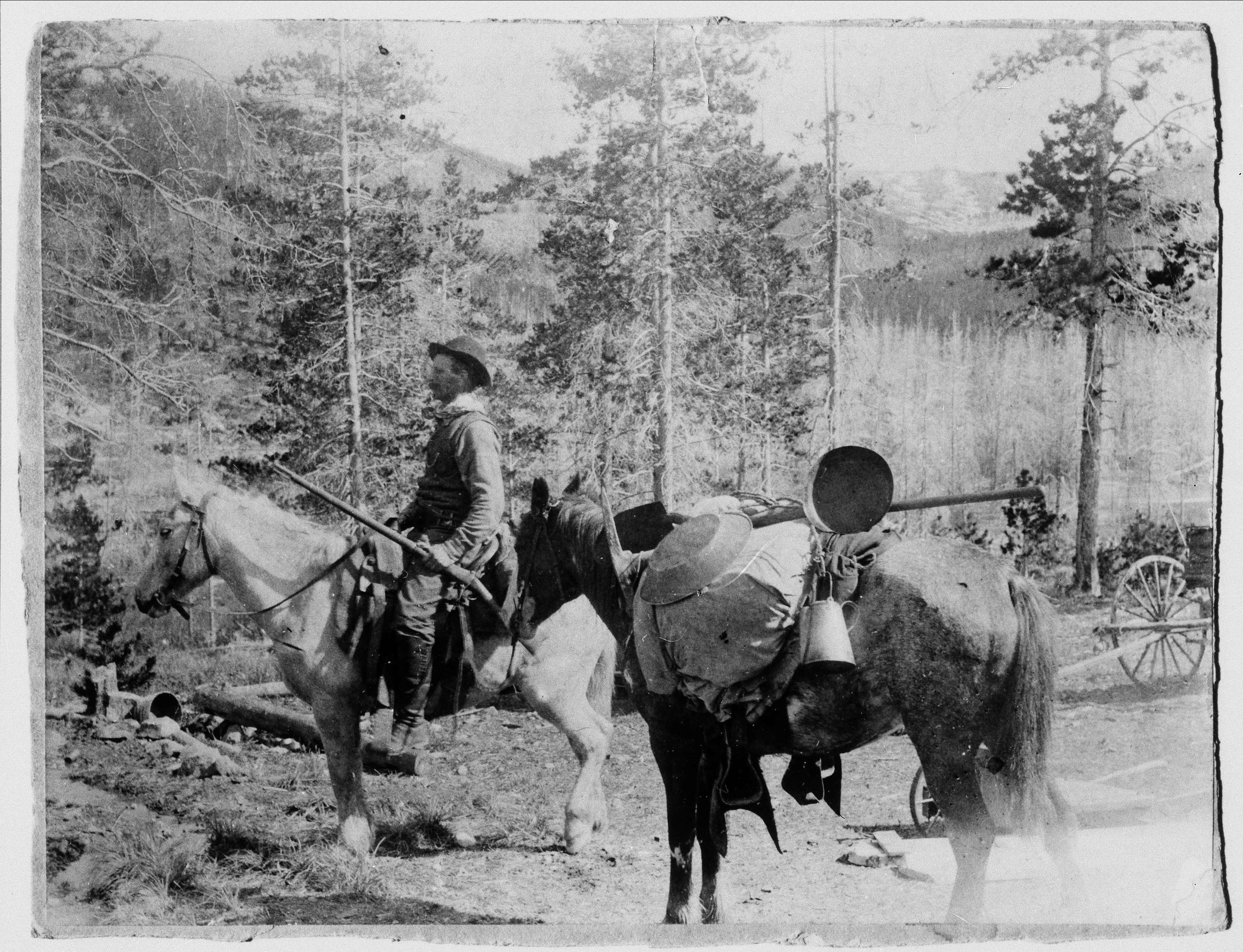
Svenska guldvaskare i Montana på 1860-talet.

- Appalacherna 1830-talet, Georgia, USA
- North Carolina 1848, USA
- Kalifornien (1848), USA
- Australien (1851)
- Fraser Canyon 1858-1861, USA
- Colorado (1859), USA
- Norra Nevada 1850-talet, USA
- Idaho (1860), USA
- Cariboo 1862-1865, British Columbia, Kanada
- Omineca 1860-talet, British Columbia, Kanada
- Wild Horse Creek 1860-talet, British Columbia, Kanada
- Otago 1861, Nya Zeeland
- Montana (1862–1864), USA[1]
- South Pass City, Wyoming, USA (1867)
- Transvaal 1886, i Sydafrika
- Västra Australien 1890-talet
- Atlin 1898, British Columbia, Kanada
- Nome 1898, Alaska, USA
- Guldrushen i Klondike 1898, Yukon, Kanada